# 魑魅阿富汗介
魑魅阿富汗介（学名：Afghanistinia limei）为尾花介科阿富汗介屬下的一个种。